# プラークコントロールレコード
プラークコントロールレコード（Plaque Control Record:PCR）は、歯周病に関する指数の一つ。歯頸部の歯垢の有無を判定する簡単な方法で、1972年に O'Leary、Dranke と Naylor が開発した。ブラッシング指導に用いられる。
PCRは歯周疾患そのものを表す指数ではなく、口腔内清掃状態をしめす指数であるが、清掃の出来不出来が歯周疾患に対して大きな影響があるために混同される。歯周疾患そのものを表す指数は、gingival　index（歯肉指数）breeding　index（歯肉出血指数）などがある。

## 方法
全ての歯を近心、遠心、頬側（唇側）、舌側（口蓋側）の4ブロックに分割し、歯頸部歯面に付着した歯垢を、歯垢染色剤で染色することで確認する。付着している量や区域に関係なく、付着していれば記入する。最終的に歯垢が付着していたブロックの数を全体のブロックの数（残存歯数の4倍）で割ることで、個人のPCRを出す。開発者である O'Leary は目標値を10%以下としたが、一般的には20%以下を目標とする。